# 東十津川村
東十津川村（ひがしとつかわむら）は奈良県吉野郡にあった村。現在の十津川村南東部、十津川・二津野ダム左岸及び、北山川とその支流流域にあたる。

## 地理
- 山岳：玉置山、斧山、行仙岳、地蔵岳、笠捨山、茶臼山、笠捨山、大森山（2ヶ所）、甲森、大平多山
- 河川：十津川、北山川、葛川、玉置川

## 歴史
- 1889年（明治22年）4月1日 - 町村制の施行により、折立村・高滝村・小川村・上葛川村・東中村・神下村・玉井川村・竹筒村・山手谷村の区域をもって発足。
- 1890年（明治23年）6月19日 - 十津川花園村・西十津川村・北十津川村・南十津川村・中十津川村と合併して十津川村が発足。同日東十津川村廃止。

## 名所・旧跡・観光スポット・祭事・催事
- 瀞峡
- 玉置神社